# Kofta

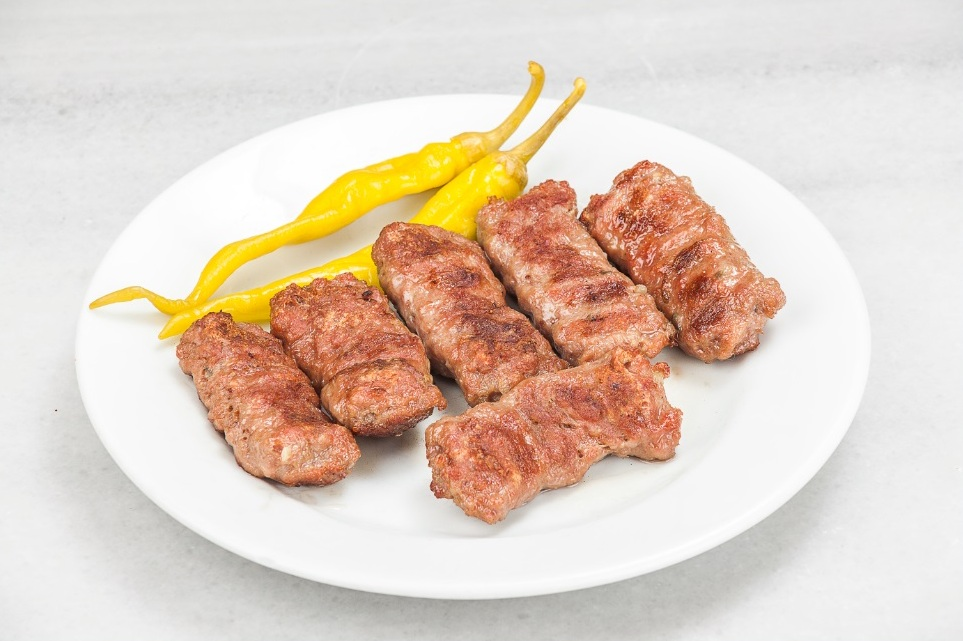
"Köfte" servido en un restaurante de Estambul, Turquía.

La Kofta denominada también köfte, kafta, kufta o kufteh es una familia de diferentes preparaciones hechas con carne picada (similar en algunos casos a las albóndigas) y muy habitual en Oriente Medio, la India y los Balcanes.

## Características
En su forma más simple se trata de unas bolas elaboradas con carne picada, similares a las albóndigas, se utiliza carne de vaca o de cordero que se suele mezclar con diferentes especias y a veces también con cebollas picadas. La carne se suele mezclar en algunas ocasiones con arroz, burghul, verduras, o huevo para formar una pasta que luego se asa. Las Koftas se elaboran en algunas ocasiones con pescado o verduras en lugar de carne, en especial en la India. Pueden cocinarse al grill, fritas, al vapor, pochadas, o marinadas, y pueden ser servidas con salsas ricamente especiadas. Todas estas variantes pueden encontrarse en el Norte de África, el Mediterráneo, Europa Central, Asia y la India. De acuerdo con una investigación realizada en 2005 por una compañía de procesado de alimentos, existen cerca de 291 tipos diferentes de köfte en Turquía, donde es muy popular. Los platos de köfte caseros en Turquía generalmente incluyen migajas de pan viejo entre sus ingredientes, y a veces arroz, cómo en el caso de "sulu köfte", o albóndigas con salsa (no reducida).[cita requerida]

## Denominaciones

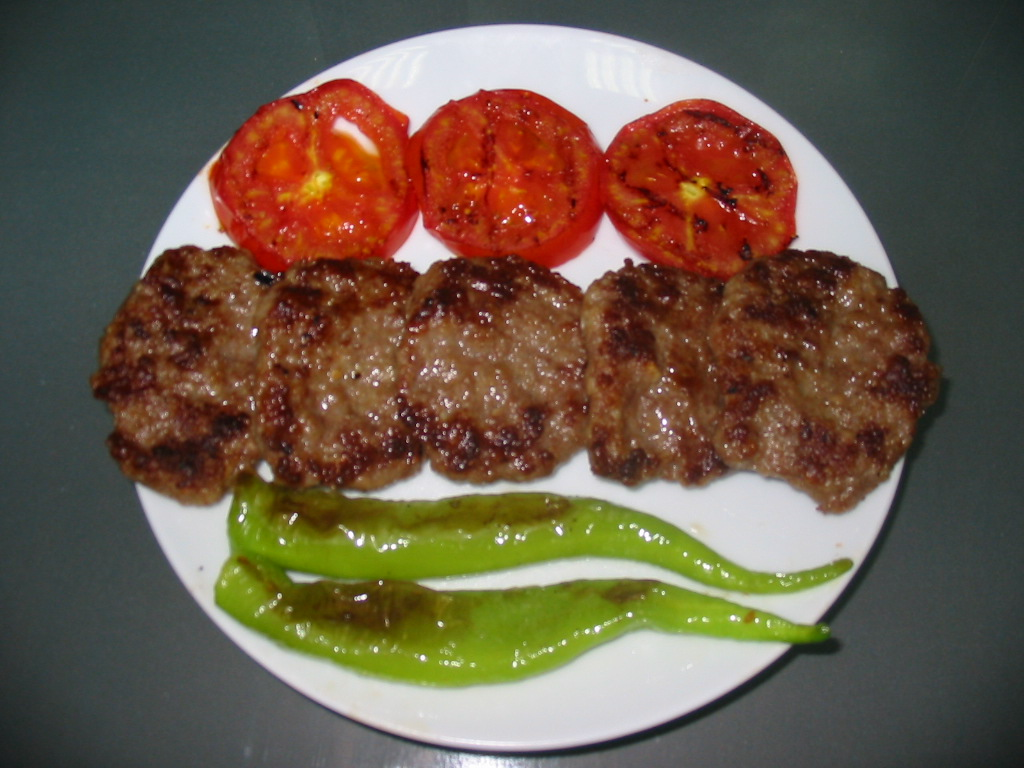
Plato servido con Akçaabat köftesi ("Köfte" turco de Akçaabat, Trabzon).

- En Idioma árabe, se conoce como kufta' (كفته)
- En Irán se denomina kufteh (کوفته)
- En Turquía, es denominada köfte
- En Azerbaiyán, se denomina küftə
- En Bosnia y Herzegovina, Serbia y Croacia, se denomina ćufte (ћуфте) (singular ćufta (ћуфтa)).
- En Bulgaria y Macedonia del Norte, se denomina kyufteta (кюфтета) (singular kyufte (кюфте)).
- En Grecia, se denomina keftedes (singular keftes).
- En Bereber, se denomina rkfta, derivado del idioma árabe.
- En Romania, se denomina chiftele (singular chiftea).
- En Armenia, se denomina kyufta (singular es idéntico al plural).
- En Albania, se denomina qofte.
- En India, se denomina kofta.
- En Pakistán, se denomina kofte.
- En Líbano, se denomina kafta.